# تیکامسا (اکلاهما)
تیکامسا(به انگلیسی: Tecumseh) شهری در ایالت اکلاهما کشور ایالات متحده آمریکا است که جمعیت آن در سرشماری سال ۲۰۱۰ میلادی، ۶٬۴۵۷ نفر بوده‌است.